# 西浦進
西浦 進（にしうら すすむ、1901年（明治34年）12月4日 - 1970年（昭和45年）11月5日）は、日本の陸軍軍人。陸軍大佐。
陸軍士官学校34期（秩父宮を除き3番、恩賜）、陸軍大学校42期（首席）。陸軍士官学校同期の服部卓四郎および堀場一雄と並び「34期三羽烏」と称された。主に陸軍省軍務局に属して軍政に従事、太平洋戦争開戦前後には東條英機首相兼陸軍大臣の大臣秘書官を務めた。戦後は太平洋戦争史の調査研究に注力し、防衛庁防衛研修所戦史室の初代室長として『戦史叢書』の編纂を進めた。

## 生涯
1901年（明治34年）に東京で、陸軍歩兵中尉西浦栄蔵の子として生まれる。旧制和歌山県立和歌山中学校から、1915年（大正4年）に大阪陸軍地方幼年学校へ進む。陸軍中央幼年学校、第16師団野砲兵第22連隊への隊付勤務を経て、1921年（大正10年）に陸軍士官学校（第34期）へ入校。陸軍士官学校を恩賜の銀時計組として卒業している。隊付勤務などを経て1927年（昭和2年）には陸軍大学校（第42期）へ入校。陸大を首席で卒業後は、野砲兵第22連隊での中隊長勤務などを経て、1931年（昭和6年）に陸軍省軍務局軍事課へ配属となり軍務局でのキャリアが始まる。
1934年（昭和9年）3月から約3年間に渡って、中国およびフランスへ外国事情研究のため赴任。フランス滞在中にスペイン内戦が勃発すると、観戦武官としてフランシスコ・フランコ側陣営へ派遣された。
1937年3月に日本へ帰国すると軍務局へ復帰。1941年（昭和16年）には大佐に昇進し、同年10月17日から1942年（昭和17年）4月まで東條英機陸相（首相が兼務）の大臣秘書官を務めた。1942年4月10日には軍務局軍事課長に就任。太平洋戦争の戦況が悪化していく中で、軍務局長佐藤賢了らと動員や資源配分などの企画調整に従事した。
1944年（昭和19年）にサイパンの戦いでの敗北をきっかけに東條内閣が倒れると、東條派と目された佐藤軍務局長と並んで更迭が決まる。同年12月8日に支那派遣軍参謀として前線へ異動、そのまま中国戦線で日本の敗戦を迎えた。終戦後は現地で日本軍部隊の武装解除や本土帰還業務を処理し、1946年（昭和21年）7月27日に復員、予備役編入となった。
1947年（昭和22年）から、復員庁第一復員局（旧陸軍省）の史実調査部へ嘱託として出仕。このころに私家本として回想録『越し方の山々』を執筆する。極東国際軍事裁判にも弁護側証人として出廷した。1953年（昭和28年）に士官学校同期の服部卓四郎らと史実研究所を設立して戦史研究を進め、『大東亜戦争全史』の編纂にも関わる。1954年には防衛庁の防衛研修所へ嘱託として採用され、翌年に陸上自衛隊幹部学校へ戦史室が開設されると初代室長に就任、さらに翌年には幹部学校戦史室から改組した防衛研修所戦史室の初代室長となった。
防衛研修所戦史室では『戦史叢書』公刊事業の中心的役割を果たしたが、その完成を待たず1970年（昭和45年）11月5日に病死した。

## 年譜
- 1901年（明治34年）12月4日 - 東京で出生。
- 1914年（大正3年）4月1日 - 旧制和歌山県立和歌山中学校入学。
- 1915年（大正4年）9月1日 - 大阪陸軍地方幼年学校入校。
- 1918年（大正7年）9月1日 - 陸軍中央幼年学校入校。
- 1920年（大正9年）3月21日 - 野砲兵第22連隊付。
- 1921年（大正10年）10月1日 - 陸軍士官学校入校（34期）。
- 1922年（大正11年）7月28日 - 野砲兵第22連隊付、同年10月25日に砲兵少尉。
- 1924年（大正13年）1月 - 陸軍砲工学校入校。
- 1925年（大正14年）10月26日 - 砲兵中尉。
- 1927年（昭和2年）12月1日 - 陸軍大学校入校（42期）。
- 1930年（昭和5年）1月27日 - 野砲兵第22連隊付。翌年8月1日に砲兵大尉、同連隊第4中隊長。
- 1931年（昭和6年）9月30日 - 陸軍省軍務局。
- 1934年（昭和9年）3月 - 中国およびフランスへ派遣。
- 1937年（昭和12年）3月1日 - 陸軍省軍務局。同年8月2日に少佐。
- 1939年（昭和14年）3月9日 - 中佐、軍務局軍事課高級課員。
- 1941年（昭和16年）8月25日 - 大佐。
- 同年10月17日 - 陸軍大臣秘書官。
- 1942年（昭和17年）4月20日 - 陸軍省軍務局軍事課長。
- 1944年（昭和19年）12月8日 - 支那派遣軍参謀。
- 1946年（昭和21年）7月27日 - 予備役編入。
- 1947年（昭和22年）4月30日 - 復員庁第一復員局史実調査部嘱託。
  - 11月28日 - 公職追放の仮指定を受ける[5]。
- 1954年（昭和29年）6月19日 - 防衛庁防衛研修所嘱託。
- 1955年（昭和30年）10月20日 - 陸上自衛隊幹部学校戦史室長。翌年には防衛研修所戦史室長。
- 同年 - 防衛庁顧問。
- 1970年（昭和45年）11月5日 - 病死。

## 栄典
外国勲章佩用允許
- 1941年（昭和16年）12月9日 - 満州帝国：建国神廟創建記念章[6]

## 著作
- 『越し方の山々』 私家本、1947年。
  - 『昭和戦争史の証言』 原書房、1980年 - 『越し方の山々』を公刊したもの。
    - 『昭和戦争史の証言 日本陸軍終焉の真実』 日本経済新聞社、2013年 - 『昭和戦争史の証言』を改題の上文庫化したもの。

- 「防衛庁戦史室について」『軍事史学』1巻1号、錦正社、1965年。
- 「総力戦研究所と防衛研修所」『防衛論集』7巻1号、防衛研修所、1968年。
- 『西浦進氏談話速記録』上下、日本近代史料研究会〈日本近代史料叢書〉、1968年。

## 関連文献
- 西浦進氏追悼録編纂委員会 『西浦進』 西浦進氏追悼録編纂委員会、1971年。